# Foster Grant
A Foster Grant, ou FosterGrant, é uma marca americana de produção de óculos de sol/grau, fundada por Sam Foster em 1919. A marca Foster Grant é uma empresa subsidiária da FGX International, uma empresa de bens de consumo no atacado com sede em Smithfield, Rhode Island, que é propriedade da Essilor desde 2010.

## História
Em 1919, em Leominster, Massachusetts, Sam Foster deixou seu empregador, o pioneiro fabricante de plásticos Viscoloid, para formar sua própria empresa de plásticos em uma antiga lavanderia industrial.
Na década de 1850, o celulóide foi inventado como um substituto para substâncias como o marfim e o casco de tartarugas. Um dos principais usos da nova substância foi na produção de pentes de cabelo, e este foi o primeiro grande produto da Foster.
A linha de produção original da Foster Grant era de acessórios para cabelo feminino; durante a vida útil da empresa também produziram outros materiais plásticos, incluindo máquinas de circulação extracorpórea.
Em 1931, a Foster Grant comprou a primeira máquina de moldagem por injeção plástica, importada da Europa, porém a máquina chegou em condições inoperantes. Grant e uma equipe de especialistas trabalharam por vários anos para tornar a máquina funcional e confiável.